# 絨毛鮈脂䲁
絨毛鮈脂䲁（學名：Gobioclinus kalisherae），為輻鰭魚綱䲁形目脂䲁科鮈脂䲁屬的一個種，物種的名稱是為了紀念畫家埃米莉亞·卡利舍爾（Emilia Kalisher，1868-1959），分布於西大西洋美國佛羅里達州南部、巴哈馬群島、墨西哥灣東北部到大安的列斯群島與中美洲海域，深度3至24公尺，本魚體壯、頭寬，吻鈍尖，眼大，每眼上有一根分枝狀的觸鬚，頸背兩側各有2條或以上分枝狀的觸鬚，口大略斜，口腔兩側有齒，背鰭硬棘與軟條之間有缺刻，側線鱗48-53片，體色棕褐色至紅褐色，頭部略帶紅色，體上有6-7條深褐色橫帶，由上至下延伸至背鰭基半部，臀鰭延伸較少，第2條橫帶較窄，尾鰭、胸鰭和腹鰭有5-7條深色橫帶，背鰭硬棘18-19枚，第1棘最長，背鰭軟條10-11枚、臀鰭硬棘2枚、臀鰭軟條18-19枚，體長可達7.5公分，棲息在海藻生長茂密的礁石或礫石區，通常躲在縫隙中，雌魚產附著性卵，雄魚會守護卵，幼魚為浮游性，生活習性不明。